# 流星のくちづけ
「流星のくちづけ」（りゅうせいのくちづけ）は、9nineの10枚目のシングル。2012年6月20日にSME Recordsから発売された。

## 概要
前作「少女トラベラー」以来5か月振りの2012年第2弾、アルバム『9nine』のリリース後初となるシングル。「Cross Over」から6作連続でタイトル曲はタイアップ付き。今回はリニューアル後初となる連続ドラマ主題歌で、TBSドラマNEO『放課後はミステリーとともに』主題歌。「通常盤」のほか、DVDに「流星のくちづけ」のミュージック・ビデオやメイキングを収録した「初回生産限定盤A」、2012年1月28日に品川ステラボールにて行われた「ワンマン9nine〜略して”ワンナイ”スペシャル!!〜」の映像を収録した「初回生産限定盤B」「初回生産限定盤C」の4形態で発売された。またオリコンチャートにて、デビュー以来初のデイリー5位を獲得。週間チャートも10位と前作に続き2作連続TOP10入りを果たした。

## 収録曲
1. 流星のくちづけ
作詞：市川喜康 / 作曲：TSUKASA / 編曲：ha-j
歌詞にはドラマのスタッフから事件後に歌っているイメージで制作して欲しいという依頼を受けて制作された、また、主人公がボク少女という事もあり、歌詞にも「ボク」「ボクら」といったものが使用されている[3][4]。
2. いける、いける!
作詞：Keiko Takahashi / 作曲：倉内達矢 / 編曲：野間康介
3. 夏 wanna say love U（tofubeats remix）
4. 流星のくちづけ（Instrumental）
5. いける、いける!（Instrumental）

## 初回特典
1. DVD
  - 初回生産限定盤A
    1. 「流星のくちづけ」Music Video
      - 監督：福居英晃 / 振付：YOSHIKO

    2. 「流星のくちづけ」Music Video Making
    3. 「流星のくちづけ」Dance Shot ver.

  - 初回生産限定盤B
    - 『ワンマン9nine〜略して”ワンナイ”スペシャル!!〜＠品川ステラボール／2012.1.28』ライブ映像
      1. 「チクタク☆2NITE」
      2. 「モノクロ」
      3. 「Cross Over」

  - 初回生産限定盤C
    - 『ワンマン9nine〜略して”ワンナイ”スペシャル!!〜＠品川ステラボール／2012.1.28』ライブ映像
      1. 「少女トラベラー」
      2. 「夏 wanna say love U」
      3. 「SHINING☆STAR」
2. トレカ（全12種・各種共通の特典）

## タイアップ
| 曲名           | タイアップ                                       |
| -------------- | ------------------------------------------------ |
| 流星のくちづけ | TBSドラマNEO『放課後はミステリーとともに』主題歌 |